# Yadkin (rivière)
Pour les articles homonymes, voir Yadkin.
La rivière Yadkin est une rivière américaine d'une longueur de 346 km qui coule dans l'État de Caroline du Nord. Elle est une des deux rivières qui constituent le Pee Dee.

## Source de la traduction
- (de) Cet article est partiellement ou en totalité issu de l’article de Wikipédia en allemand intitulé « Yadkin River » (voir la liste des auteurs).